# Dieue-sur-Meuse
Dieue-sur-Meuse ist eine französische Gemeinde mit 1452 Einwohnern (Stand 1. Januar 2022) im Département Meuse in der Region Grand Est (bis 2015 Lothringen). Sie gehört zum Arrondissement Verdun und zum Kanton Dieue-sur-Meuse.

## Geografie
Dieue-sur-Meuse liegt einige Kilometer flussaufwärts von Verdun an der Maas auf einer Höhe zwischen 199 und 361 m über dem Meeresspiegel. Das Gemeindegebiet umfasst 15,88 km². Die Gemeinde liegt im Regionalen Naturpark Lothringen. 

## Bevölkerungsentwicklung
| Jahr      | 1962 | 1968 | 1975 | 1982 | 1990 | 1999 | 2007 | 2019 |
| Einwohner | 1058 | 1140 | 1333 | 1474 | 1471 | 1415 | 1382 | 1441 |

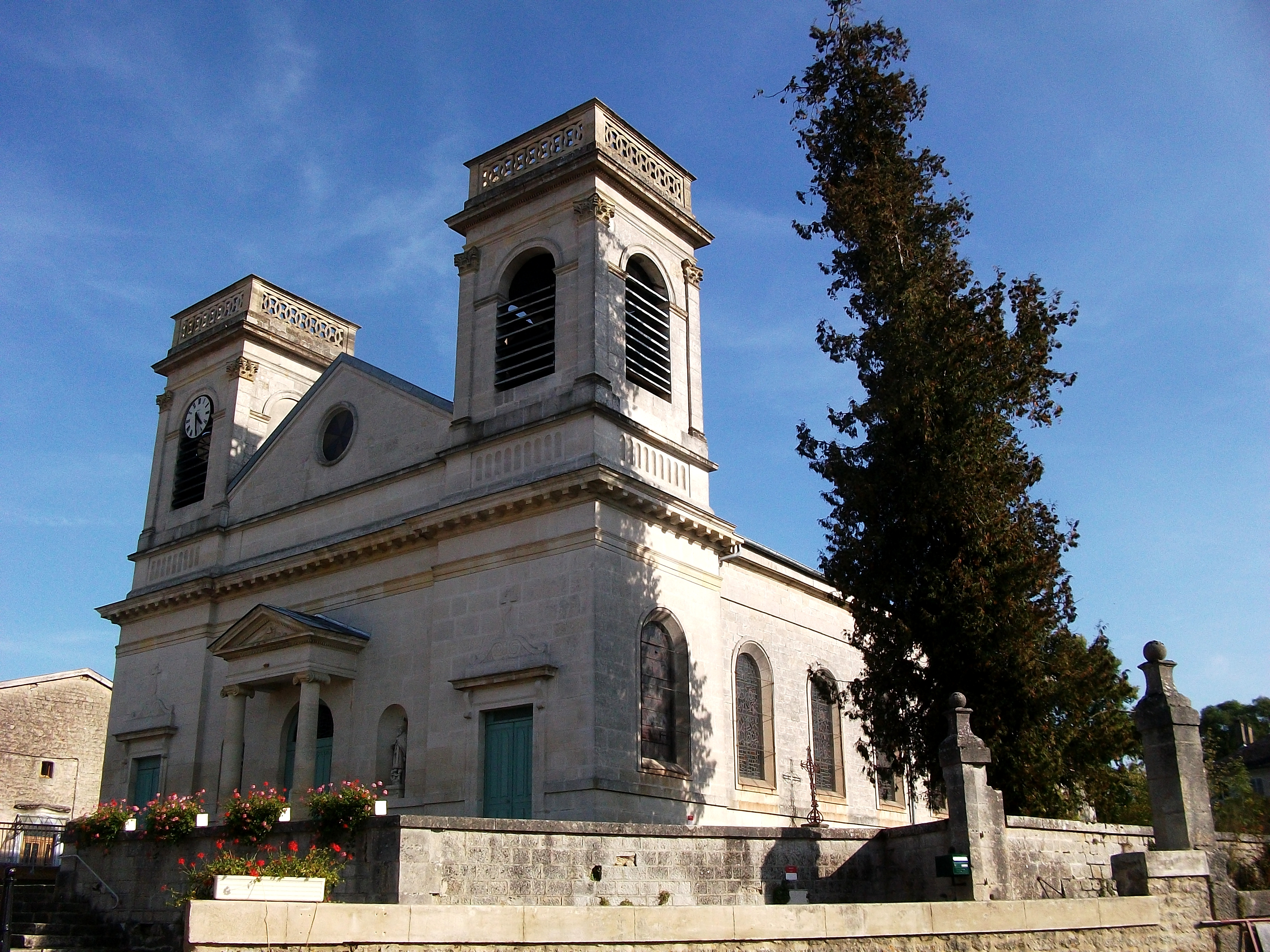
Kirche Saint-Jean-Baptiste
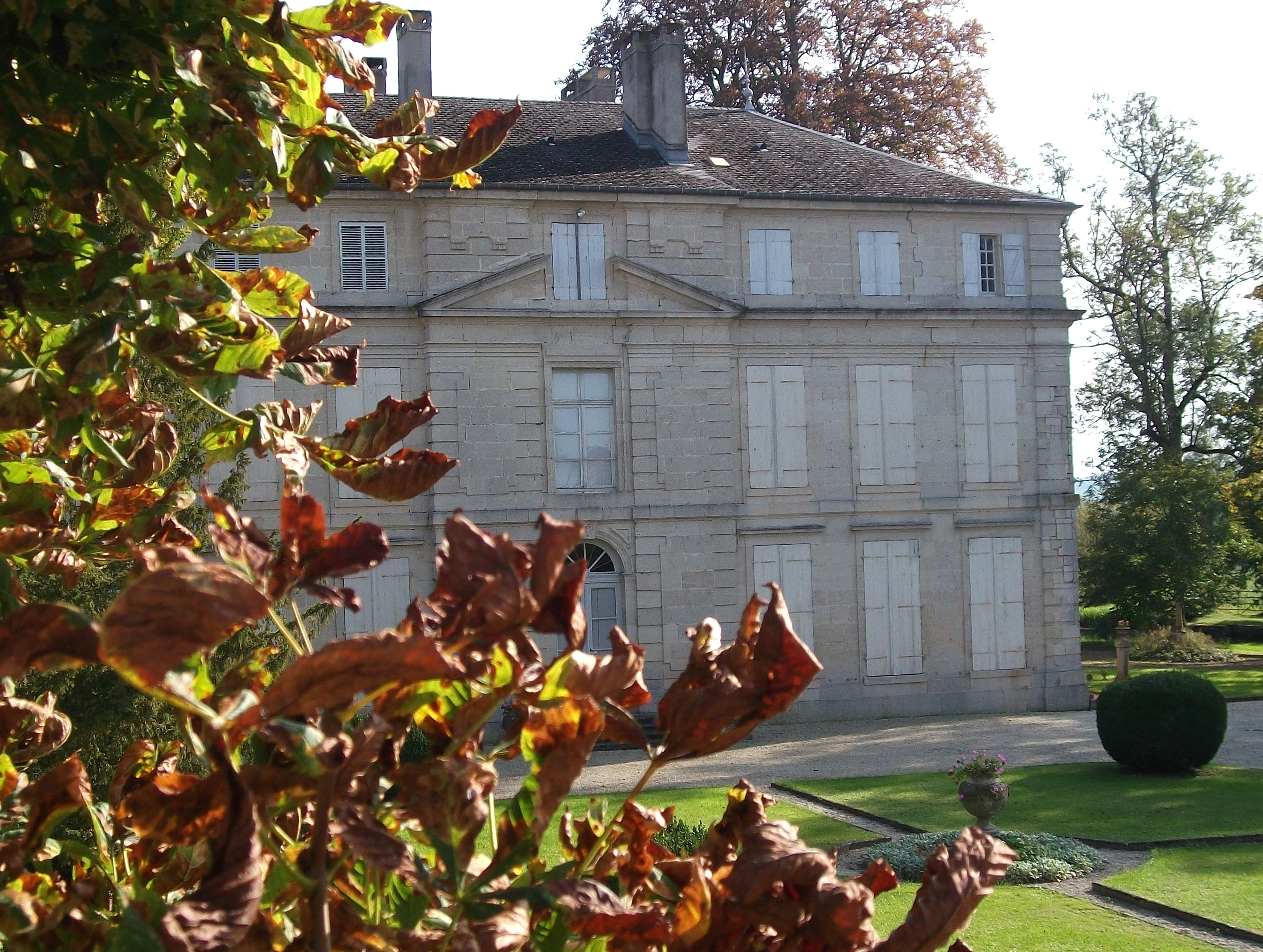
Schloss Dieue-sur-Meuse
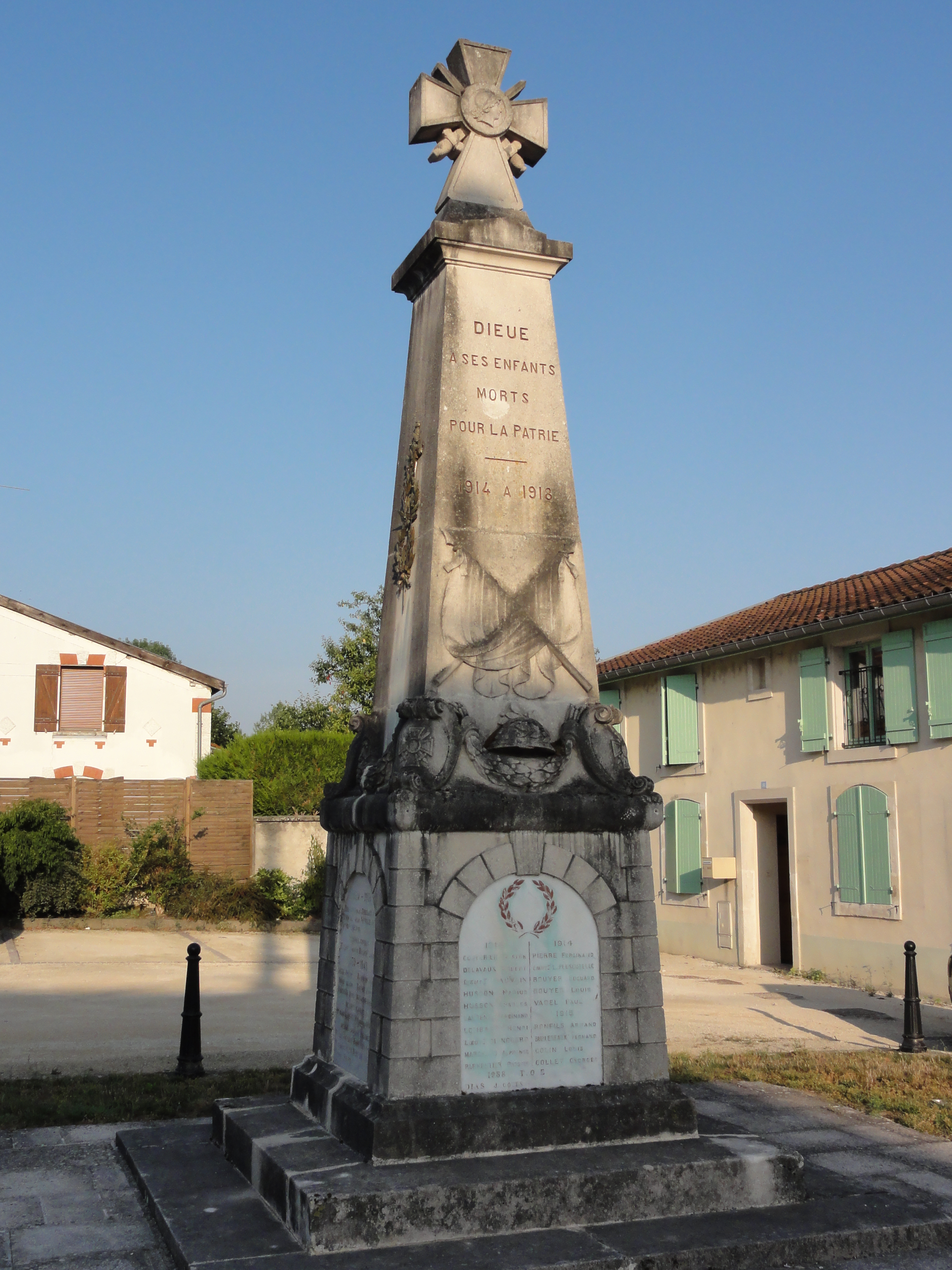
Gefallenendenkmal
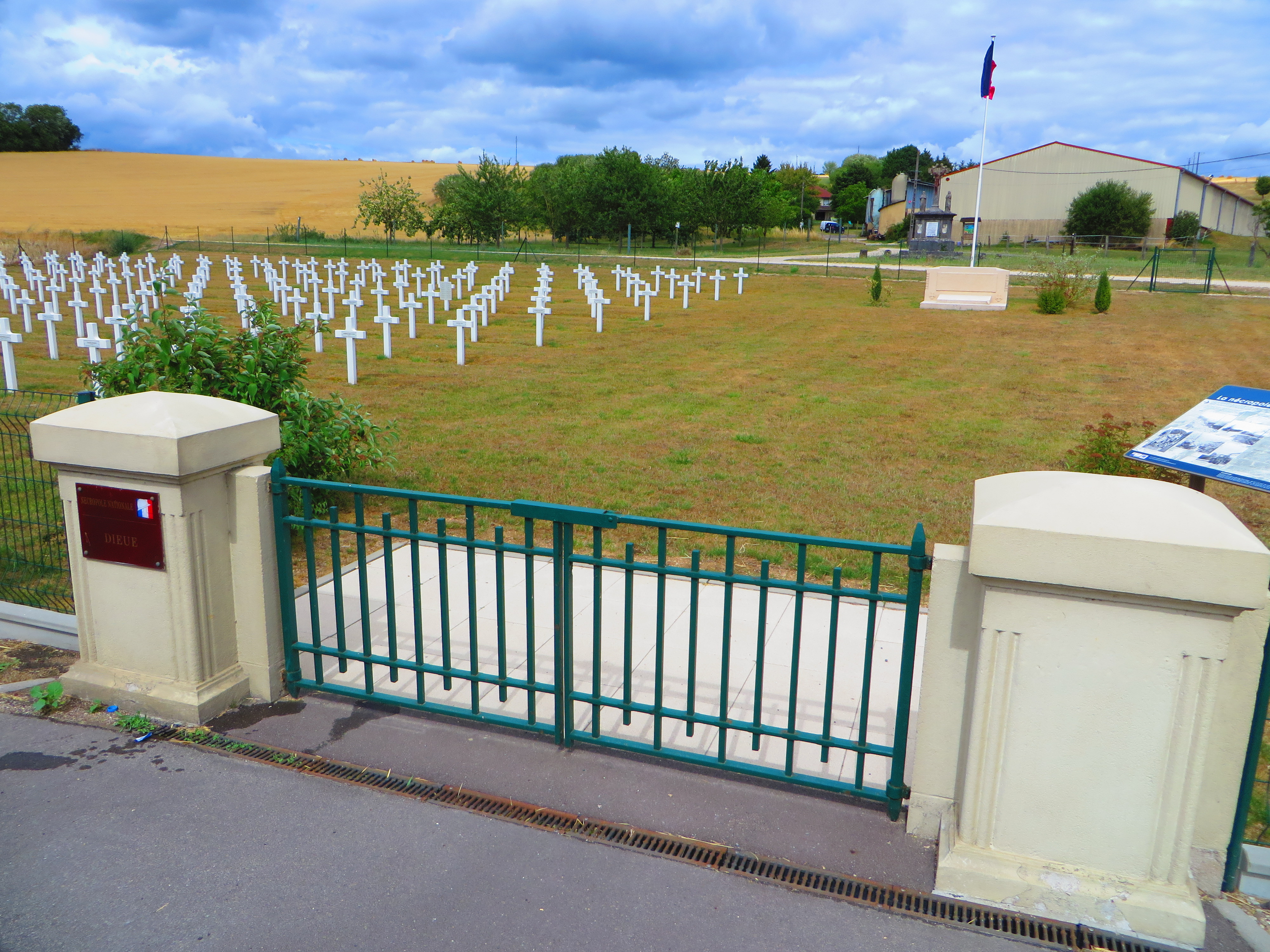
Französischer Soldatenfriedhof
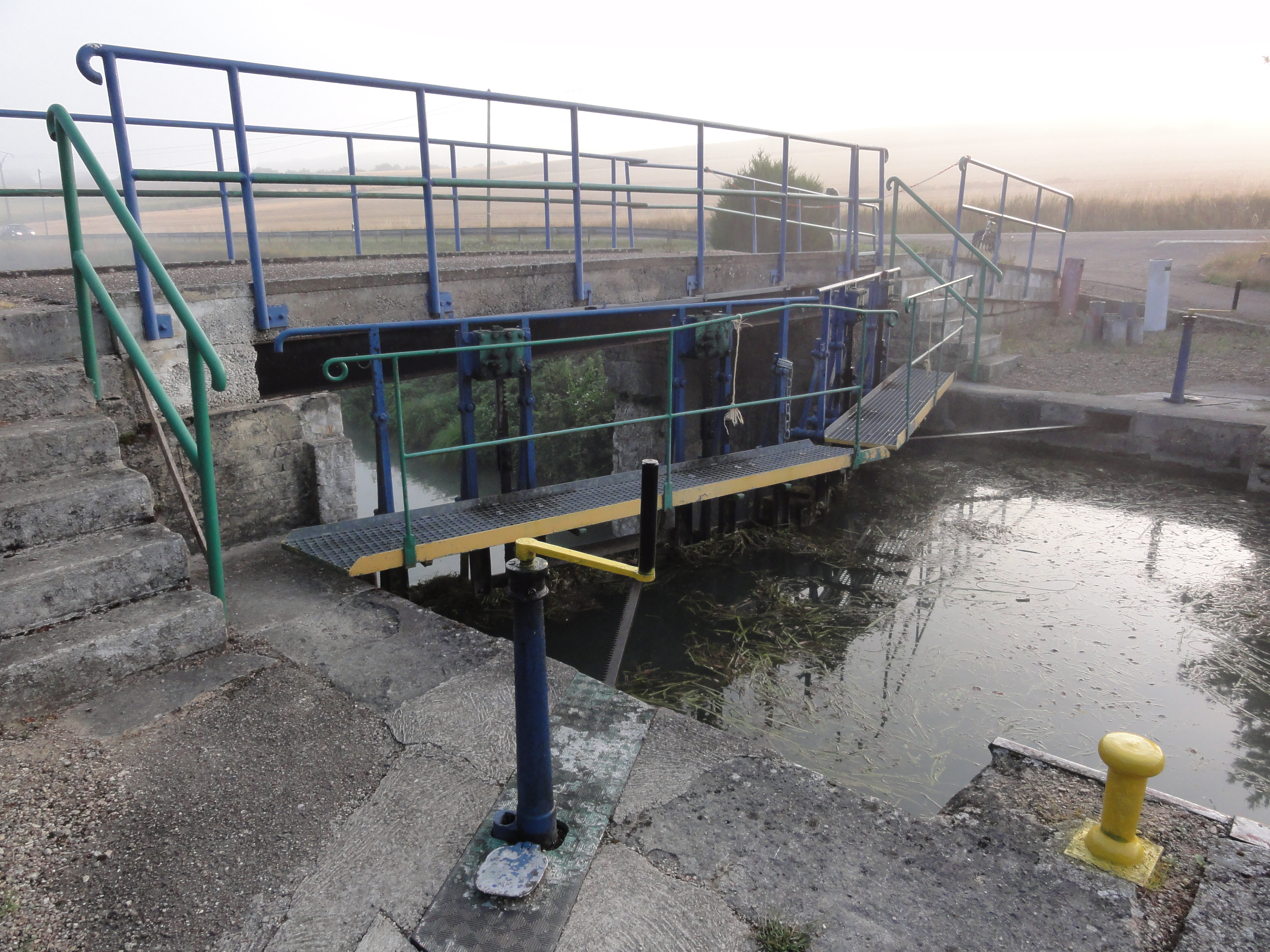
Eine der Schleusen am Canal de la Meuse

## Wirtschaft
Dieue-sur-Meuse ist der Sitz des Milchverarbeiters Fromageries Henri Hutin, der zur deutschen Hochland-Gruppe gehört.